# Liga Nogometnog saveza područja Nova Gradiška 1973./74.
Liga Nogometnog saveza područja Nova Gradiška također i kao Područna liga Nova Gradiška; Područna liga NSP Nova Gradiška je bila liga petog stupnja nogometnog prvenstva Jugoslavije u sezoni 1973./74. 
 
Sudjelovalo je 10 klubova, a prvak je bio klub "Metalac" iz Nove Gradiške. 

## Ljestvica
| mj. | klub                  | ut. | pob. | ner. | por. | gol+ | gol- | bod |
| --- | --------------------- | --- | ---- | ---- | ---- | ---- | ---- | --- |
| 1.  | Metalac Nova Gradiška | 18  | 15   | 1    | 2    | 62   | 18   | 31  |
| 2.  | Mladost Cernik        | 18  | 13   | 3    | 2    | 56   | 18   | 29  |
| 3.  | Slavonac Nova Kapela  | 18  | 12   | 3    | 3    | 45   | 22   | 27  |
| 4.  | Psunj Okučani         | 18  | 11   | 0    | 7    | 63   | 35   | 22  |
| 5.  | Partizan Batrina      | 18  | 8    | 2    | 8    | 39   | 35   | 18  |
| 6.  | Strmac Nova Gradiška  | 18  | 7    | 1    | 10   | 41   | 54   | 15  |
| 7.  | Budućnost Rešetari    | 18  | 6    | 1    | 11   | 32   | 58   | 13  |
| 8.  | Graničar Laze         | 18  | 6    | 1    | 11   | 28   | 62   | 13  |
| 9.  | Soko Orubica          | 18  | 3    | 2    | 13   | 24   | 58   | 8   |
| 10. | Dinamo Godinjak       | 18  | 1    | 2    | 15   | 17   | 56   | 4   |

## Rezultatska križaljka
| kratica | klub                  | BUD | DIN | GRA | MET | MLA | PAR | PSU | SLA | SOKO | STR |
| --- | --------------------- | --- | --- | --- | --- | --- | --- | --- | --- | ---- | --- |
| BUD | Budućnost Rešetari    |     |     |     |     |     |     |     |     |      |     |
| DIN | Dinamo Godinjak       |     |     |     |     |     |     |     |     |      |     |
| GRA | Graničar Laze         |     |     |     |     |     |     |     |     |      |     |
| MET | Metalac Nova Gradiška |     |     |     |     |     |     |     |     |      |     |
| MLA | Mladost Cernik        |     |     |     |     |     |     |     |     |      |     |
| PAR | Partizan Batrina      |     |     |     |     |     |     |     |     |      |     |
| PSU | Psunj Okučani         |     |     |     |     |     |     |     |     |      |     |
| SLA | Slavonac Nova Kapela  |     |     |     |     |     |     |     |     |      |     |
| SOKO | Soko Orubica          |     |     |     |     |     |     |     |     |      |     |
| STR | Strmac Nova Gradiška  |     |     |     |     |     |     |     |     |      |     |
| |                       |     |     |     |     |     |     |     |     |      |     |
| podebljan rezultat - utakmice od 1. do 9. kola (1. utakmica između klubova) rezultat normalne debljine - utakmice od 10. do 18. kola (2. utakmica između klubova) rezultat nakošen - nije vidljiv redoslijed odigravanja međusobnih utakmica iz dostupnih izvora rezultat smanjen * - iz dostupnih izvora nije uočljiv domaćin susreta prekrižen rezultat - poništena ili brisana utakmica p - utakmica prekinuta 3:0 p.f. / 0:3 p.f. - rezultat 3:0 bez borbe |                       |     |     |     |     |     |     |     |     |      |     |

 Izvori:

## Unutrašnje poveznice
- Slavonska zona Posavska skupina 1973./74.